# زنگ‌آوای توراتی
زنگ‌آوای توراتی (نام علمی: Laniarius turatii) نام یک گونه از سرده زنگ‌آواها است.